# オリンピックのアラブ首長国連邦選手団
オリンピックのアラブ首長国連邦選手団（オリンピックのアラブしゅちょうこくれんぽうせんしゅだん）は、アラブ首長国連邦のオリンピック選手団。スポーツ競技では英語の「United Arab Emirates」から単にUAE（ユーエーイー）と称されることもある。アラブ首長国連邦選手団は1984年ロサンゼルスオリンピックから参加した。これに先立つ1980年、アラブ首長国連邦オリンピック委員会が国際オリンピック委員会に承認されたものの、1980年モスクワオリンピックはボイコットにより不参加となった経緯がある。冬季オリンピックへの参加はまだない。

## 概要
これまで夏季オリンピックで獲得したメダルは、2004年アテネオリンピックの射撃男子ダブルトラップでアハメド・アル＝マクトゥームが獲得した金メダル1個と、2016年リオデジャネイロオリンピックの柔道81kg級でセルジュ・トマが獲得した銅メダル1個である。

## メダル獲得数一覧

### 夏季オリンピック
| 大会名                | 金 | 銀 | 銅 | 計 |
| 1984 ロサンゼルス     | 0  | 0  | 0  | 0  |
| 1988 ソウル           | 0  | 0  | 0  | 0  |
| 1992 バルセロナ       | 0  | 0  | 0  | 0  |
| 1996 アトランタ       | 0  | 0  | 0  | 0  |
| 2000 シドニー         | 0  | 0  | 0  | 0  |
| 2004 アテネ           | 1  | 0  | 0  | 1  |
| 2008 北京             | 0  | 0  | 0  | 0  |
| 2012 ロンドン         | 0  | 0  | 0  | 0  |
| 2016 リオデジャネイロ | 0  | 0  | 1  | 1  |
| 2020 東京             | 0  | 0  | 0  | 0  |
| 2024 パリ             | 0  | 0  | 0  | 0  |
| 合計                  | 1  | 0  | 1  | 2  |

### 夏季オリンピック競技別
| 競技           | 金 | 銀 | 銅 | 計 |
| -------------- | -- | -- | -- | -- |
| 射撃           | 1  | 0  | 0  | 1  |
| 柔道           | 0  | 0  | 1  | 1  |
| 計 (競技数: 2) | 1  | 0  | 1  | 2  |